# Ædnan
Ædnan är en versberättelse av poeten, författaren och konstvetaren Linnea Axelsson utgiven 2018.
Boken handlar om två samiska familjer från 1900-talets början till idag. Ordet "ædnan" är gammal nordsamiska och betyder 'landet, marken och jorden'.
Axelsson tilldelades Augustpriset 2018 i den skönlitterära klassen för boken.

## Utgåva
- 2018 – Axelsson, Linnea. Ædnan. Stockholm: Albert Bonniers Förlag. Libris 21766213. ISBN 978-91-0-017364-7